# Чорноморське узбережжя Румунії

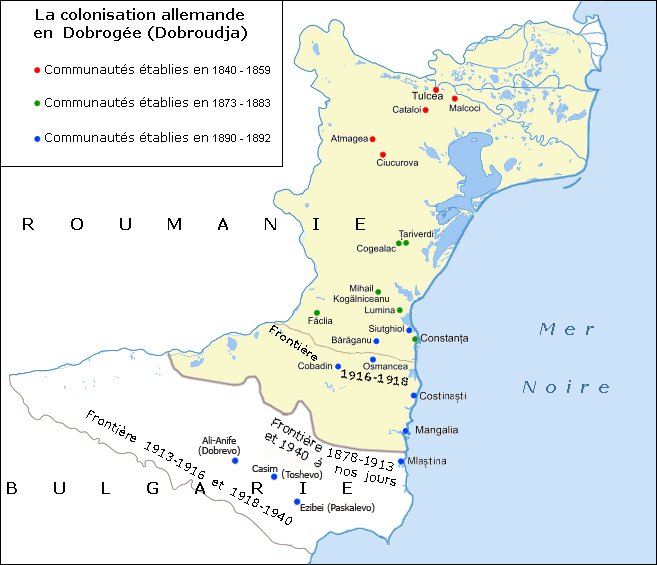
Мапа Чорноморського узбережжя Румунії

Чорноморське узбережжя Румунії простягається від дельти Дунаю на кордоні з Україною на півночі до межі з Чорноморським узбережжям Болгарії на півдні. Довжина берегової лінії становить 256 км.

## Географія
Узбережжя умовно поділяється на дві ділянки: північну, з рельєфом, що характерний для дельт і лагун (між Мусурою та мисом Мідія), та південний, з високим уривистим берегом, затоками й мисами (від мису Мідія до кордону з Болгарією).
На румунському узбережжі Чорного моря клімат є сухим, степовим, із впливом морського, подібний до кримського. Туристичний сезон триває з другої половини травня до жовтня.

## Курорти

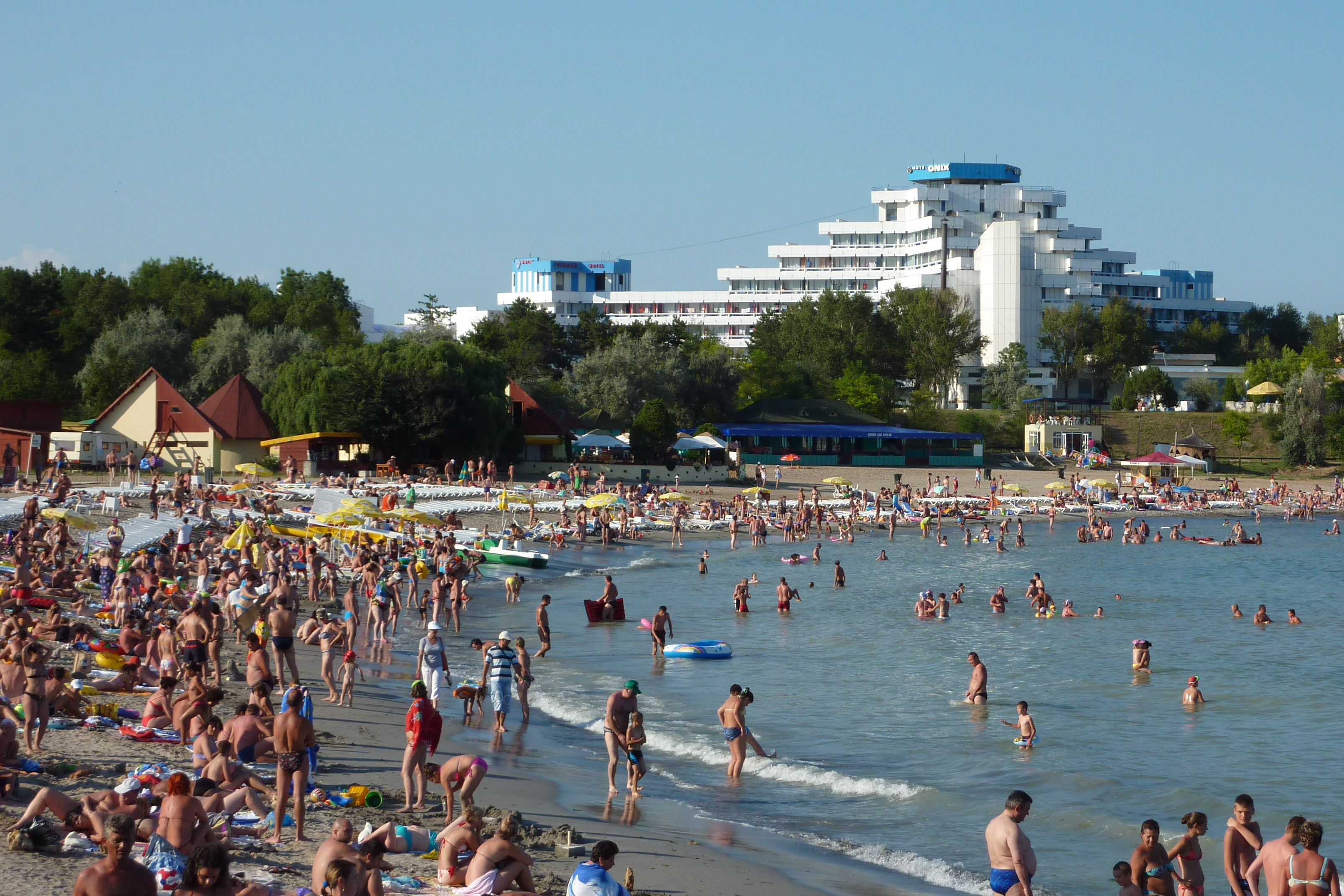
Курорт Венера, розташований за 3 км від міста Мангалія

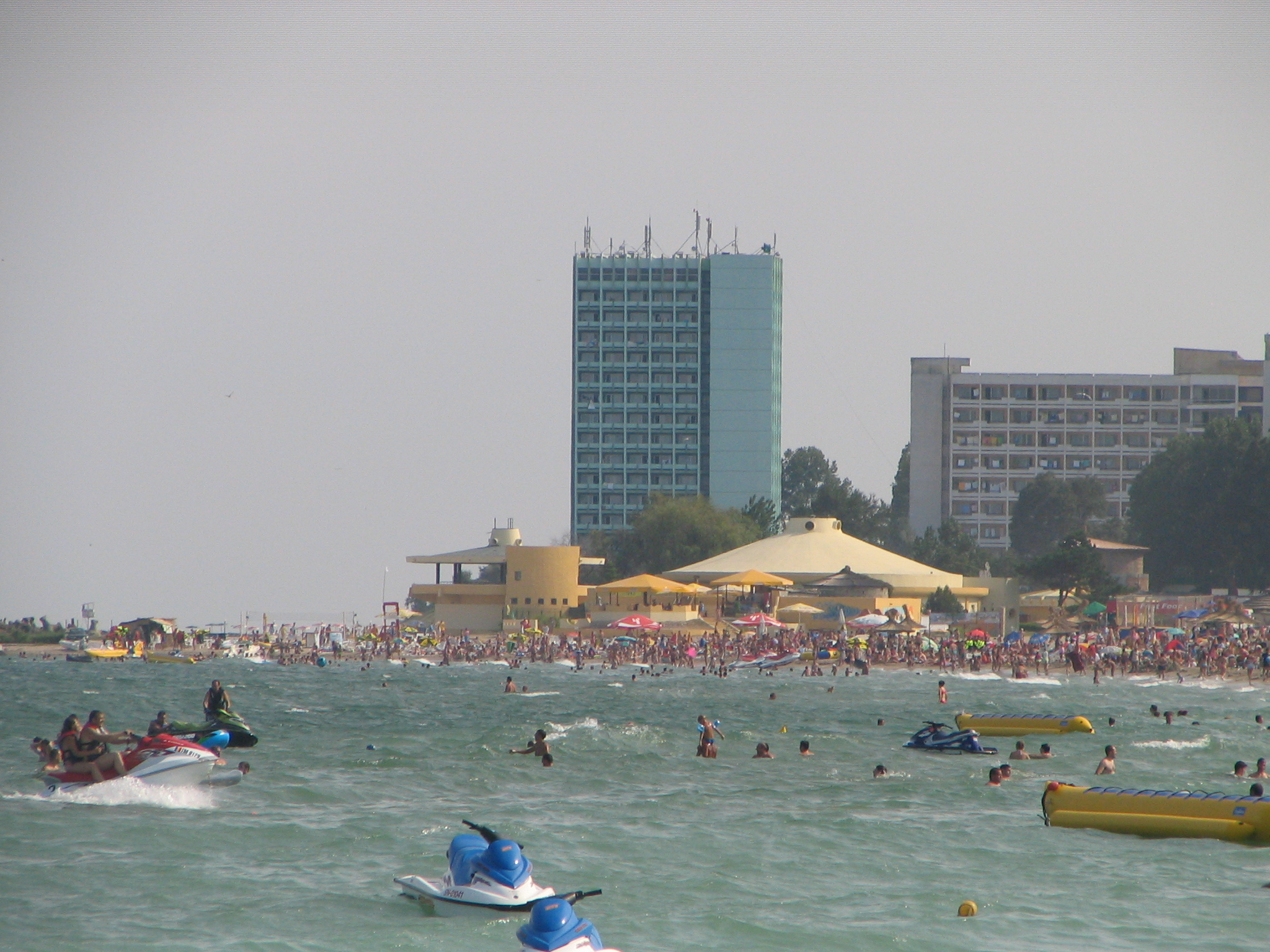
Курорт Нептун

Найбільшим курортом узбережжя є Мамая, розташована на північ від міста Констанца на вузькій смузі суші, що відокремлює Чорне море від озера Сютгел. Мамая — популярне місце літнього відпочинку для жителів Румунії та інших країн.
Низка курортів на Чорноморському узбережжі Румунії отримали свої назви за мотивами персонажів давньоримської та давньогрецької міфології:
- Нептун, розташований за 6 км на північ від міста Мангалія. Там розташована літня резиденція президента Румунії[3]
- Венера, розташований поблизу з містом Мангалія[4]
- Юпітер, за 4 км на північ від Мангалії[5]
- Сатурн, за 1 км від Мангалії[6]
- Олімп, розташований за 7 км від Мангалії[7]
- Кап-Аврора, курорт у безпосередній близькості з Мангалією[8]

За 13 км від Констанці розташований кліматичний і грязьовий курорт Ефоріє. Окрім того, на узбережжі є також курорт 2 Май. Традиційним місцем відпочинку румунських студентів є Костінешть. А рибальське село Вама-Веке, розташоване на кордоні з Болгарією, відоме атмосферою хіпі.

## Міста
Найбільшими містами Чорноморського узбережжя Румунії є:
1. Констанца (найбільший порт країни)
2. Мангалія
3. Неводарі
4. Сулина.

## Транспорт
Узбережжя обслуговує міжнародний аеропорт міста Констанца. Влітку здійснюються чартерні авіарейси до низки великих міст Європи.